# Yoma sabina
Espèce
Yoma sabina est une espèce d'insectes lépidoptères (papillons) de la famille des Nymphalidae, de la sous-famille des Nymphalinae et du genre Yoma.

## Dénomination
Le nom d'Yoma sabina a été donné par Cramer en  1780.
Synonymes : Papilio sabina (Cramer, 1780) ; Salamis australis Fruhstorfer, 1899.

### Noms vernaculaires
Yoma sabina parva se nomme en anglais Australian Lurcher.

### Sous-espèces
- Yoma sabina sabina  en Nouvelle-Guinée, à Timor, aux Moluques et en Nouvelle-Calédonie à Lifou.
- Yoma sabina atomaria Fruhstorfer; à Bornéo.
- Yoma sabina javana Fruhstorfer; à Java
- Yoma sabina parva (Butler, 1876); dans le nord de l'Australie
- Yoma sabinaen vasuki Doherty, [1886][1].

## Description
C'est un grand papillon marron aux ailes barrées par une large bande orange.

### Chenille
Les chenilles sont noires, poilues avec une ligne orange.

## Biologie

### Plantes hôtes
Les plantes hôtes de sa chenille sont des Ruella dont Ruella ripens et Dipteracanthus bracteatus.

## Écologie et distribution
Il est présent en Australasie,Yoma sabina sabina  est présent en Nouvelle-Calédonie à Lifou,. 

### Protection
Pas de statut de protection particulier.